# Dmîtrivka, Verhnodniprovsk
Dmîtrivka (în ucraineană Дмитрівка) este localitatea de reședință a comunei Dmîtrivka din raionul Verhnodniprovsk, regiunea Dnipropetrovsk, Ucraina.

## Demografie
Componența lingvistică a localității Dmîtrivka
     Ucraineană (91,85%)
     Rusă (6,3%)
     Belarusă (1,48%)
     Alte limbi (0,37%)
Conform recensământului din 2001, majoritatea populației localității Dmîtrivka era vorbitoare de ucraineană (91,85%), existând în minoritate și vorbitori de rusă (6,3%) și belarusă (1,48%).